# Smith & Wesson Model 500
Smith & Wesson Model 500 — пятизарядный револьвер барабанного типа, разработанный оружейной компанией Smith & Wesson в 2003 году под патрон S&W Magnum калибра .500 и .50. Предназначен для охоты на крупную дичь, например на медведя гризли.

## Разработка
Револьвер Model 500 был впервые продемонстрирован создателями в 2003 году на крупнейшей в мире выставке оборудования и снаряжения The Shooting, Hunting, Outdoor Trade Show. Модель была разработана на основе рамы X-Frame, чтобы реализовать каркас двойного действия, который мог бы выдержать дульную энергию и давление, создаваемые патроном .500 S&W Magnum. Model 500 был признан одним из самых мощных револьверов, выпускаемых с 2003 года. Компания Smith & Wesson позиционировала 500 под лозунгом «самый мощный пистолет в мире».
Блокировка осуществляется центральным штифтом в задней части цилиндра ствола и защелки на раме. В конструкции были задействованы прорезиненная рукоятка, использование переднего баланса и дульного компенсатора. В модели Performance Center компенсатор был заменен на дульный тормоз. Таким образом усовершенствованная конструкция огнестрельного оружия помогает противодействовать отдаче при выстреле.

## Применение
Наряду с другими пистолетами большого калибра, Model 500 использовалась для охоты и занятий спортом. В 2004 году на Африканских играх проводились соревнования с использованием револьвера 500.
Ведущий передач на оружейную тематику Р. Ли Эрми, испытав револьвер на стрельбище, сравнил отдачу с ударом Майка Тайсона.

## Варианты исполнения
Для револьвера были выполнены следующие модификации:
- Model 500ES: 2.75-дюймовый ствол (выпуск прекращён с декабря 2009 года);
- Model 500: 4", с двумя дульными компенсаторами;
- Model 500: 6.5", с одним дульными компенсатором;
- Model 500: 7.5", с дульным тормозом;
- Model 500: 8.38", стальной корпус;
- Model 500 HI-VIZ: 8.38", из нержавеющей стали, со сменным компенсатором[5].

Компания Smith & Wesson предоставляла своим покупателям возможность собрать версию модели под заказ с ограничением партии не менее 500 единиц. Например, была собрана комплектация «John Ross Performance Center 5» .500 S&W Magnum с длинной ствола в 5 дюймов и с внешней дульной гайкой вместо компенсатора.

## Галерея

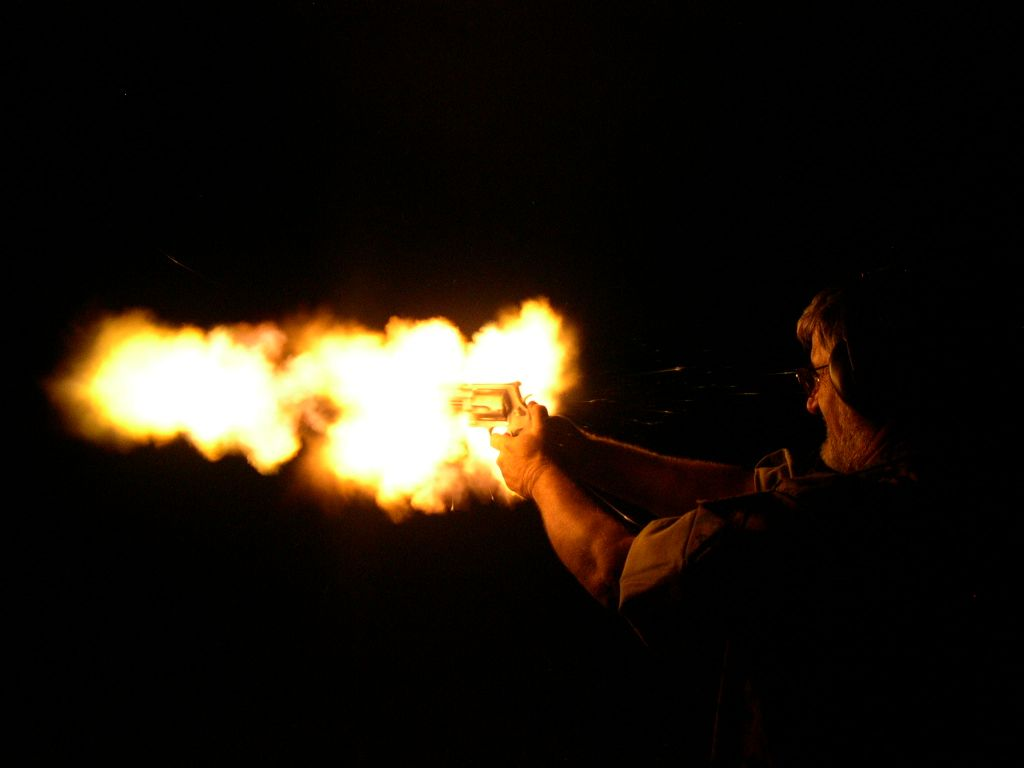
Выстрел в тёмное время суток
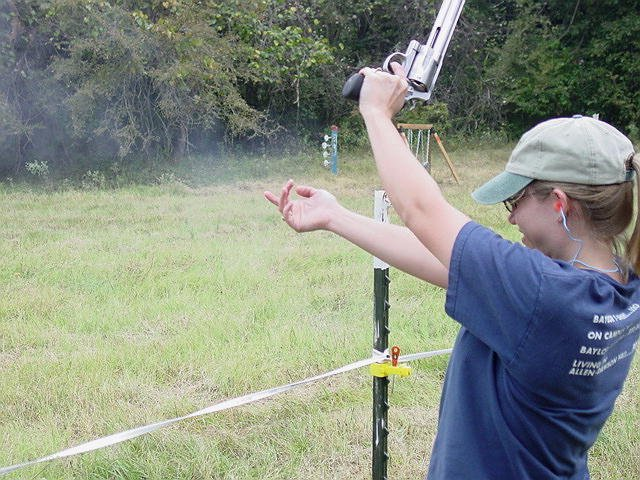
Сила отдачи
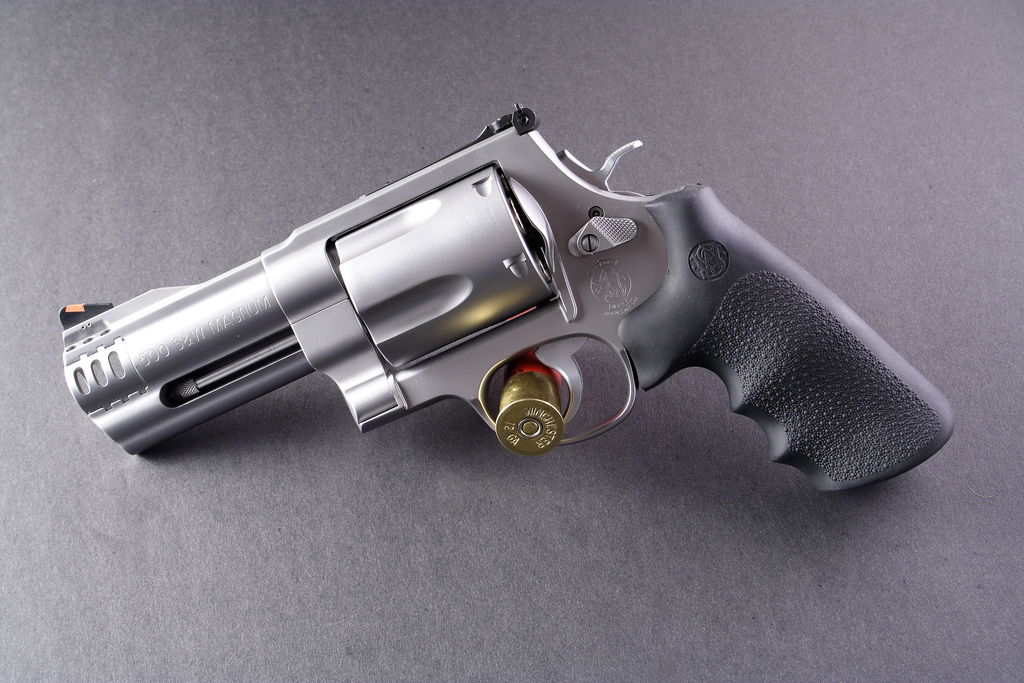
500 S&W MAGNUM